# Rifugiati sudanesi in Egitto
Ci sono decine di migliaia di rifugiati sudanesi in Egitto, molti dei quali cercano rifugio dai conflitti militari in corso nel loro paese d'origine, il Sudan. Il loro status ufficiale di rifugiati è fortemente contestato e sono stati oggetto di discriminazione razziale e violenza da parte della polizia.
Vivono tra una popolazione molto più ampia di migranti sudanesi in Egitto, oltre due milioni di persone di nazionalità sudanese, secondo la maggior parte delle stime; il numero preciso é incerto e compreso tra 750.000 e 4 milioni (FMRS 2006: 5) che vivono in Egitto. L'Organizzazione degli Stati Uniti per i Rifugiati e gli Immigrati ritiene che molti di più di questi migranti siano in realtà rifugiati, ma vedono pochi benefici nel cercare il riconoscimento ufficiale.
L'Egitto ha messo in campo una politica "sparare per fermare" contro i rifugiati che tentano di attraversare il Paese per spostarsi in Israele . Secondo Human Rights Watch, oltre 50 rifugiati, tra cui donne e bambini, sono stati colpiti dalle guardie di frontiera egiziane dal 2007.

## Origini storiche

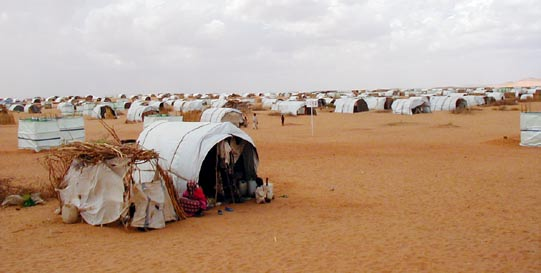
Un campo IDP nel Darfur.

La violenta destabilizzazione e il collasso economico causati dall'immensa quantità di morte e distruzione che hanno attraversato il Sudan hanno costretto milioni di civili a fuggire dalle loro case e città. Molti rifugiati che attualmente risiedono in Egitto sono fuggiti dalla seconda guerra civile sudanese, dove la guerra ha contrapposto "separatisti neri africani" e " cristiani " contro un "governo arabo gestito da musulmani, settentrionali che avevano tentato di imporre la legge islamica sul paese". Un quinto della popolazione è rimasto ucciso nella guerra e oltre 4 milioni di civili nel Sud hanno ottenuto lo status di sfollato interno . La maggior parte di questi sfollati interni sta tentando di reinsediarsi al di fuori del Paese, ma gli sforzi hanno prodotto risultati minimi.